# Herrera de Alcántara
Herrera de Alcántara (autre nom en portugais : Ferreira de Alcântara) est une commune de la province de Cáceres dans la communauté autonome d'Estrémadure en Espagne.

## Histoire
Son territoire a été conquis par les chrétiens sur les Arabes en 1167, et en 1220, ils ont définitivement conquis les terres entre Alcântara et Valenciaa de Alcântara. La commune de Herrera existait déjà en 1254. Herrera possède un poste de douane depuis le Moyen-Âge.
Le portugais est encore parlé dans ce village aujourd'hui, car il a été repeuplé par des Portugais de la région lors de la Reconquista, dans les premières décennies du XIIIe siècle. Le territoire appartenait tantôt au royaume du Portugal, tantôt à celui de León. Le traité d'Alcañices de 1297 a mis fin aux prétentions portugaises à dominer la région. Le Portugal n'a jamais oublié ce territoire et l'a revendiqué chaque fois qu'il le pouvait au cours des guerres suivantes. En réalité, il est resté définitivement dans les mains de la Castille, mais la population portugaise qui y vivait a continué à habiter le village.
Depuis le XVe siècle, il s'agit de la Villa de Realengo, appartenant à l'Ordre d'Alcantara. Cette commende comprenait les territoires des municipalités de Herrera de Alcantara et Cedillo, et a été vendue en grandes parcelles en 1855. Les guerres avec le Portugal (guerre de restauration) ont rasé les fortifications du village au XVIIe siècle. Un fait important pour l'histoire et l'économie de ce village est qu'il possédait un port fluvial sur le Tage, d'où partaient les marchandises vers l'Angleterre, via Lisbonne, jusqu'au XVIIIe siècle.
La contribution de Herrera de Alcántara à la conquête américaine n'a pas été très importante, seuls cinq habitants de cette ville sont partis pour l'Amérique, mais l'un d'entre eux, Gonzalo Silvestre, a été immortalisé dans les pages de l'histoire littéraire en tant que narrateur de "La Florida del Inca", écrite par l'Inca Garcilaso de la Vega, Silvestre avait participé à la conquête du territoire nord-américain avec Hernando de Soto, puis à la conquête du Pérou, où il rencontra l'Inca Garcilaso de la Vega, mais c'est à Posadas que s'est constitué le récit du territoire nord-américain.
À la chute de l'Ancien Régime, la ville devient une commune constitutionnelle de la région d'Estrémadure et, à partir de 1834, elle est intégrée au district judiciaire de Valencia de Alcántara. Au recensement de 1842, elle compte 180 ménages et 986 habitants.

## Langue
Aujourd'hui, à Herrera de Alcántara, l'espagnol est la langue maternelle de la grande majorité de la population.
Selon Martín Galindo, les quatre endroits où le portugais était parlé comme langue maternelle dans le passé en Estrémadure sont les suivants :
- Le portugais alentejanais à Olivenza,

- Le portugais archaïque à Herrera de Alcántara et le portugais moderne à Cedillo,
- La frange lusophone de la Campiña de Valencia de Alcántara et la municipalité de La Codosera.
- L'ancien fala galicien-portugais d'Eljas, de Valverde del Fresno et de San Martín de Trevejo (le seul qui subsiste aujourd'hui comme langue maternelle et sociale).

Le portugais qui y est parlé est un portugais archaïque, sans aucun lien avec les dialectes de l'Alto Alentejo et du Beirao. Par conséquent, pour un Portugais normal, ce portugais semblerait un peu bizarre, précisément en raison de l'absence de relations avec le reste du pays.
Un livre essentiel pour connaître le ferrereño/firrerenho est la thèse de doctorat écrite en 1965 par María da Conceição Vilhena, publiée en 2000 sous le titre de "Hablas de Herrera [de Alcántara] y Cedillo". Mérida : Editora Regional de Extremadura, 2000.
À Herrera, jusque dans les années 1940, le ferrereño/firrerenho se transmettait de père en fils en même temps que l'espagnol, mais son usage a ensuite progressivement disparu.
Dans le cadre d'une tentative de récupération culturelle plus symbolique qu'effective, il convient de mentionner la publication du livre de Julio Marqués Acosta : "A la sombra de la encina", Barcelone 1999 (auto-édition). Ce livre rassemble les coutumes et les traditions de Herrera de Alcántara ainsi que les expériences de l'auteur, qui a émigré à Barcelone.